# オペル・セネター

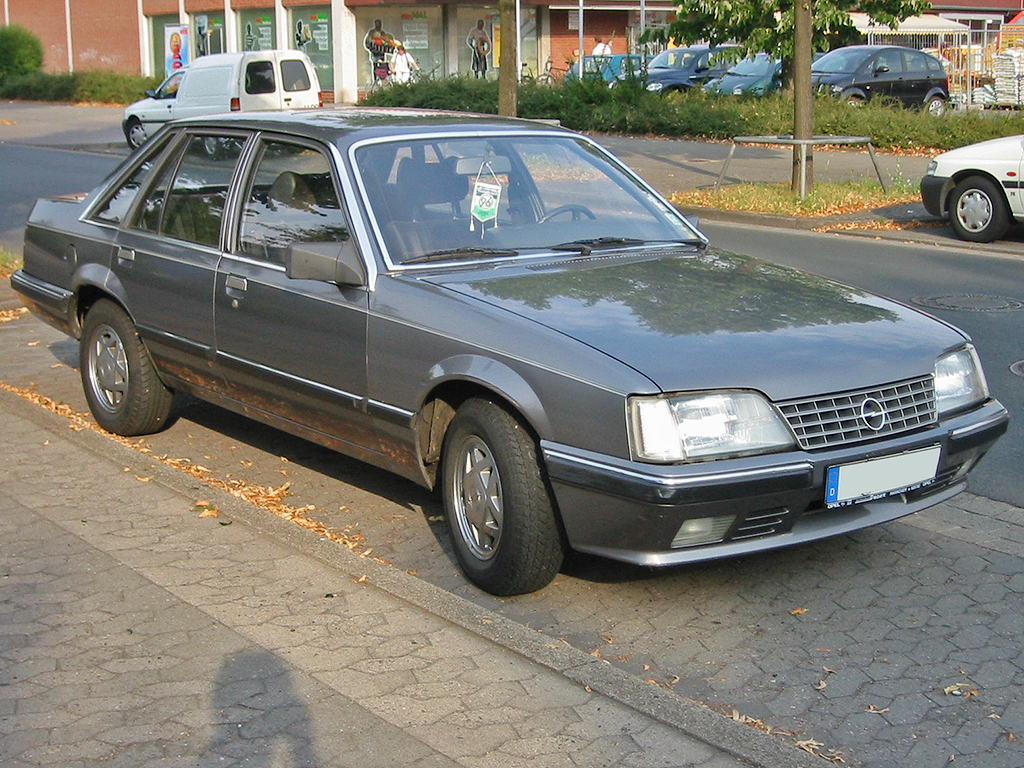
セネターA（後期型）

セネター（Senator ）はオペルが製造、販売したアッパーミドルクラスのセダン型自動車。欧州では分類上Eセグメントに属し、最上級車ディプロマートの後継モデルとして開発され、同社のフラグシップを担っていた。ライバルはBMW・5シリーズ、メルセデス・ベンツW123（コンパクトクラス）およびミディアムクラス、アウディ・100／200などであった。
イギリスではボクスホールブランドで販売されていた。
ドイツのTVアクションドラマシリーズであるアラーム・フォー・コブラ11で、カーチェイスやクラッシュシーンで多く使用された車の1台。

## セネターA（1977年 - 1987年）

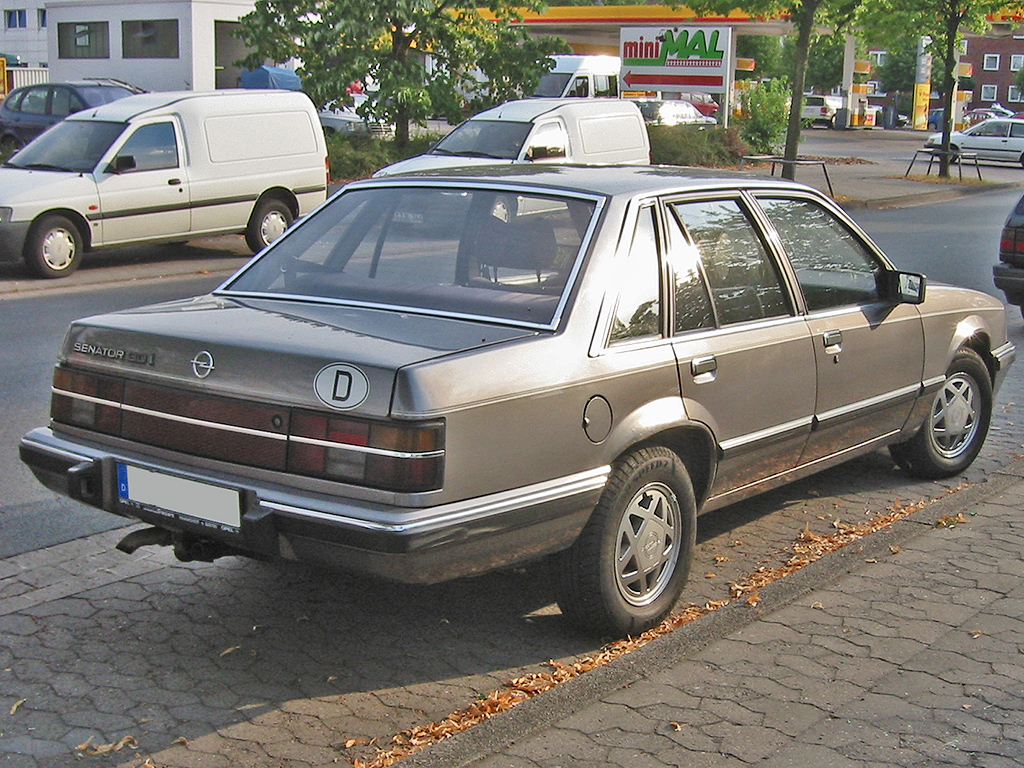
セネターA（後期型）

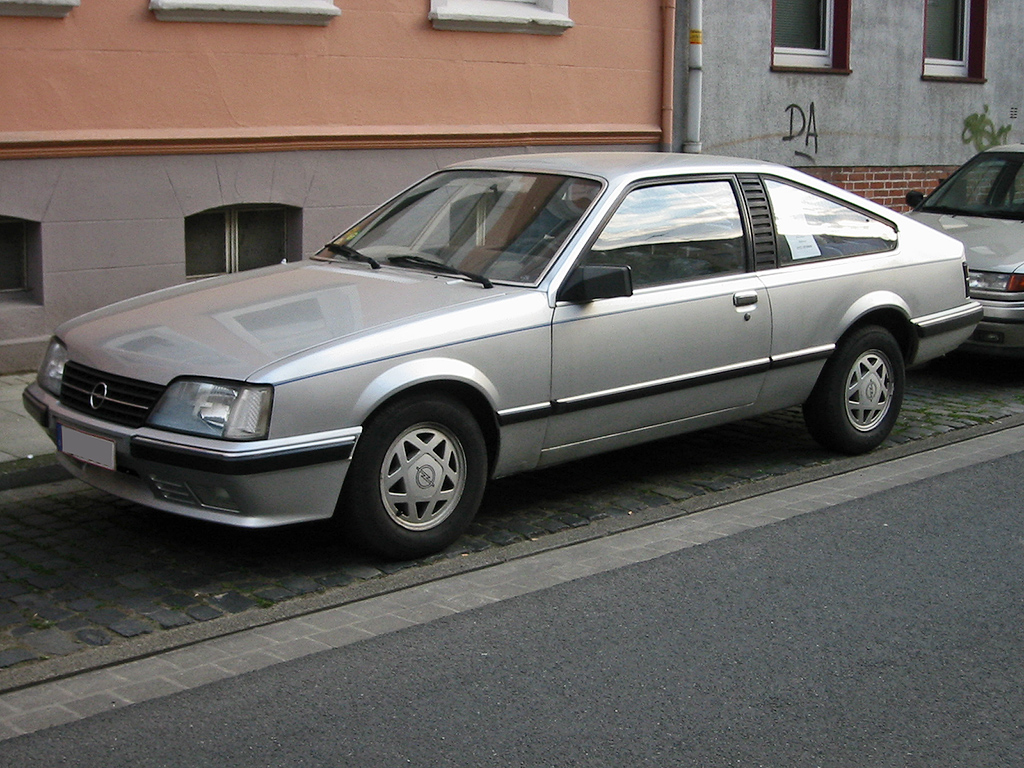
モンツァ

初代モデルであるセネターAは1977年に登場した。とはいえ完全な独自設計ではなく、前年にデビューしたレコルトEのプラットフォームを延長している。ファストバッククーペ版のモンツァ（Monza）も同時にデビューしている。70年代当時としてはフラッシュサーフェス化されたボディが特徴で、後のアウディ100（C3モデル）や日産・レパード（F30系）などにもその影響が窺える。1983年にマイナーチェンジを行い全体的に高級感を増した。
日本へは当初、自動車排出ガス規制をクリアできず未導入であったが、1984年頃に正規代理店の東邦モーターズが直列6気筒エンジン搭載車を販売した。しかし、ブランド力の弱さに加え信頼性が評価されず、上位グレードで670万円という高価格も仇となり販売は苦戦した。
イギリスではヴォクスホール・ロイヤル、南アフリカ共和国ではシボレー・セネター（1982年まで）として販売されていた。
ユーゴスラビアでは、この車は生産工場があった都市にちなんでオペル「キキンダ」として販売された。(IDA-オペル)
また、韓国ではGM系列の大宇自動車が細部を韓国人向けの嗜好に改めデーウ・ローヤルプリンス（Royale Prince）として1990年代まで販売し、レコルトEベースのローヤルサロン（Royale Salon）と並んで販売されていた。
日本に正規輸入されたモデルは以下の通りである。
- セネターC/セネターCD（1984-1988年）
直列6気筒SOHCエンジン（2968cc）
グレードは装備の差による。

## セネターB（1987年 - 1994年）

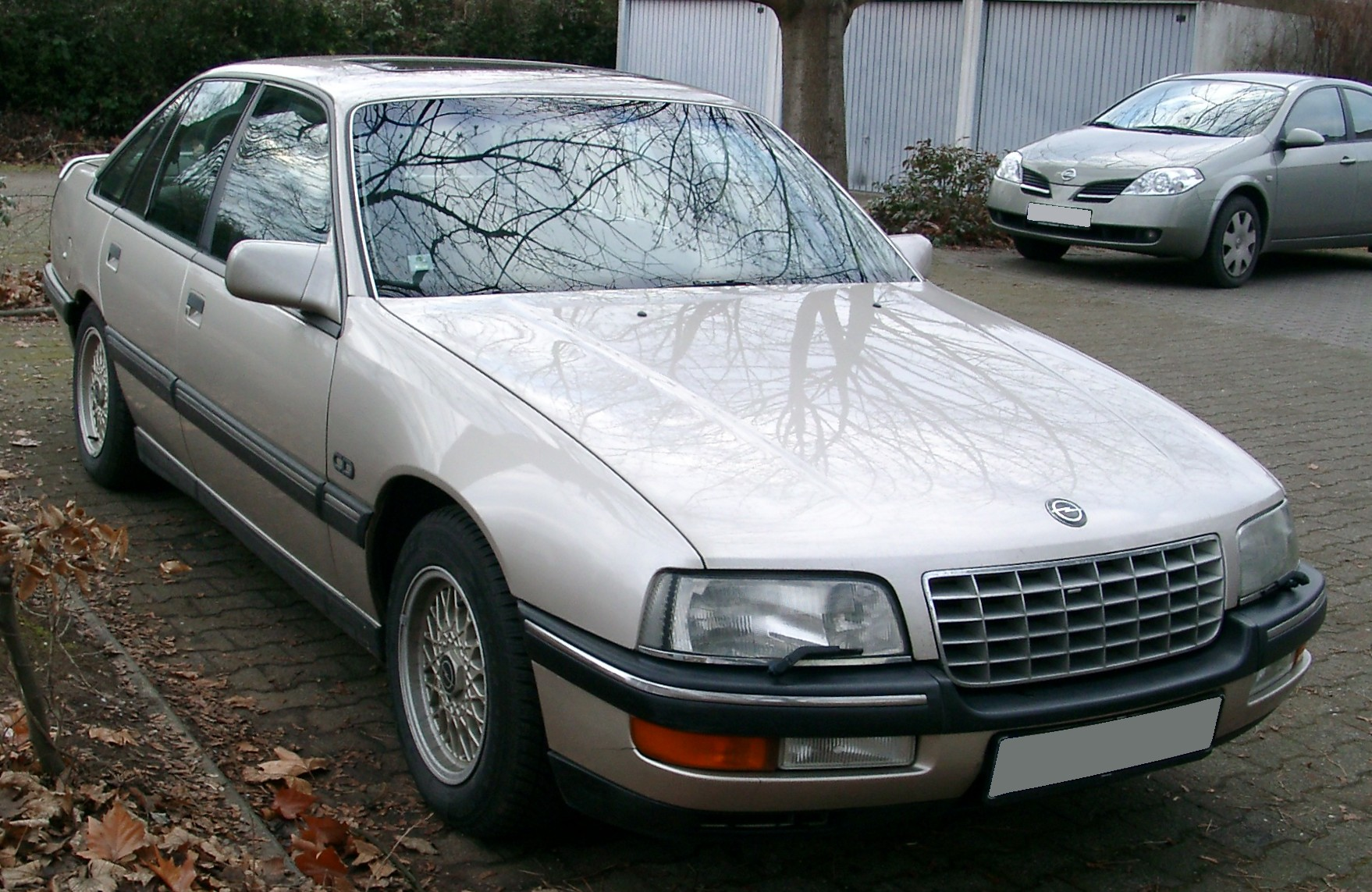
フロント

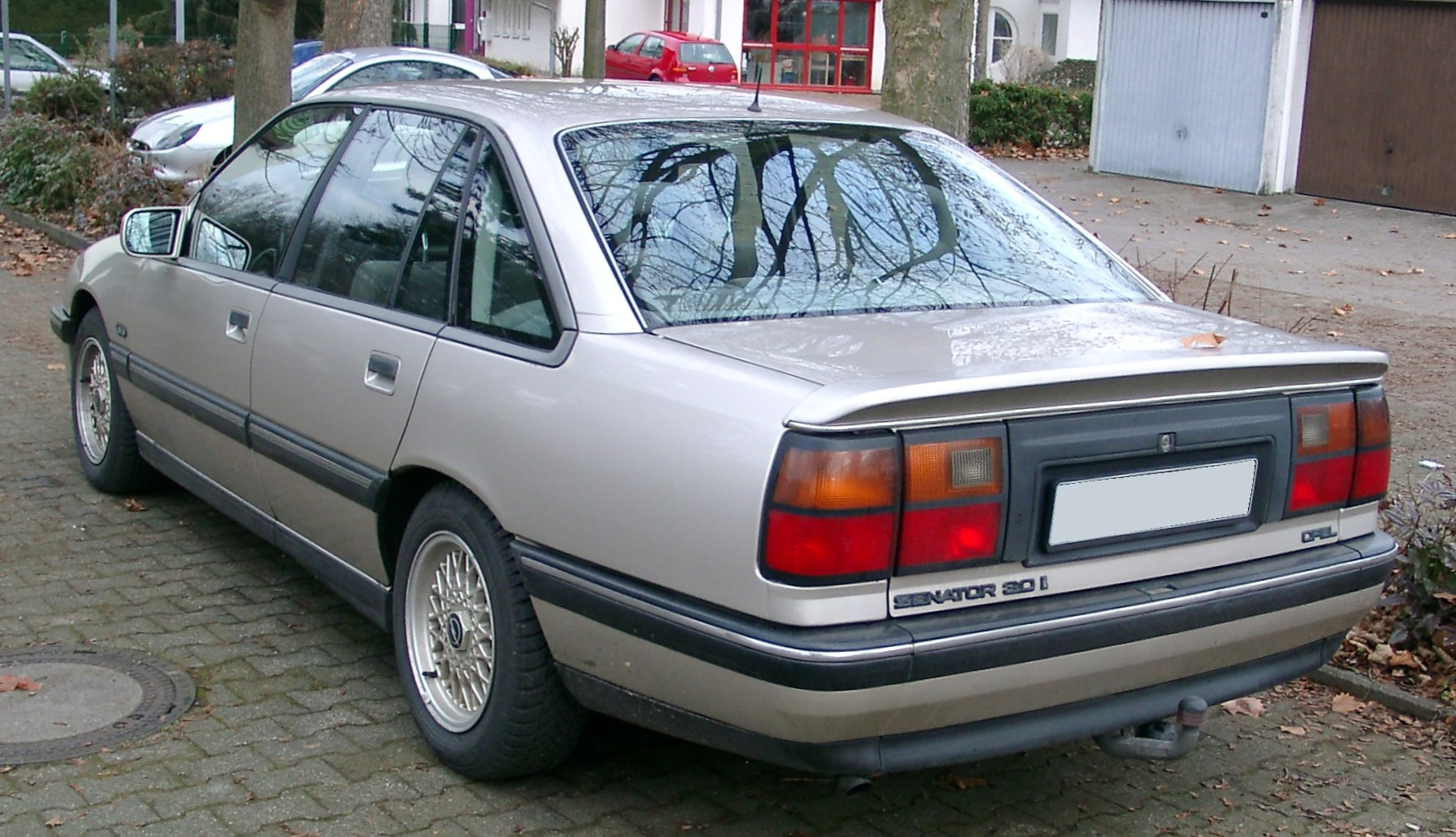
リア

1987年に2代目へモデルチェンジ。先代に設定のクーペモデルは非設定であり、レコルトの後継モデルたるオメガとプラットフォームを共有する。ボディは1984年登場のカデットE・GSiモデルの流れを汲んだ空力ボディを特徴としながらも居住性に優れ、BMW・5シリーズやメルセデスベンツ・ミディアムクラスはおろかアウディ100（前輪駆動）よりも一回り広かった。基本デザインはオメガと共通のイメージとしながら格子状のグリルを持ち、内装にはウォールナットパネルを採用しオペルのフラッグシップモデルであることを強調していた。
日本仕様車は東邦モーターズから販売され、3リッターの最上級モデル・セネターCD（623万円）が導入された。
1989年から新たにオペルの販売権を得たいすゞ自動車は600万円を切るプライスを掲げた。右ハンドル車は通常、イギリスのボクスホール工場で生産されていたが、日本向けの右ハンドル車はドイツ本国の工場で生産されていた。派手な広告戦略を取らず、オメガに3リッターモデルが追加されると価格の割高感が出始め、販売が失速し始める。1990年には小変更を行い、電動格納式ドアミラーやメッシュタイプのアルミホイール、リアスポイラー、インストゥルメントパネルのレザーパッド等を追加し高級感を向上させたが、販売が好転することはなかった。
これは欧州諸国でも同じ傾向にあったとはいえ、1994年にオメガがフルモデルチェンジされた際にセネターは吸収され、モデル廃止となった。
なお、セネターBのリアコンビネーションランプは、イギリスの高級車であるブリストル・ブレニムに採用されていた。
日本に正規輸入されたモデルは以下の通りである。
- セネターCD（1988年 - 1992年）
直列6気筒SOHCエンジン・2968cc・175馬力
オメガ3000とは兄弟関係にあたり、オメガはスポーツ仕様、セネターはラグジュアリー仕様と棲み分けがされている。
オペルの販売権がヤナセへ移行する際、オメガは引き続き取り扱われたが、セネターは移行前後に輸入が打ち切られている。

- セネターCD 24V（1991年 - 1993年?）
直列6気筒DOHCエンジン・2968cc・200馬力
東邦モーターズのみでの販売。DOHC24V化されたエンジンは後にオメガ3000やワゴン（キャラバン）にも搭載された。